# محافظة ناخون نايوك
محافظة ناخون نايوك (بالتايلاندية:นครนายก) و (بالإنكليزية:Nakhon Nayok) هيَ واحدة من محافظات تايلاند الخمس والسبعين، تجاور محافظات سارابوري وناخون راتشاسيما وبراتشينبوري وشاشوينجساو وباثوم ثاني تشتهر ناخون نايوك بشلالاتها المنعشة وفرة من اصناف الفاكهة.

## التسمية
تعني اسم ناخون نايوك حرفيا مدينة خالية من الضرائب.

## الجغرافيا
تتربع المحافظة في وسط تايلاند علي مساحة 2,122 كم وأعلي ارتفاع 1292 متر وتتميز بوجود الحديقة الوطنية خاو ياي.

## التاريخ
تعود تاريخ المحافظة الي مملكة دفارافاتي التي تأسست في القرن الحادي عشر والتي يمكن مشاهدة بعض الانقاض في عاصمة المحافظة موانج ناخون نايوك

## التقسيمات الادارية
تنقسم المحافظة الي 4 مقاطعات و 42 بلدية و 403 قرية
| 1. موانج ناخون نايوك 2. باك فلي | 1. بان نا 2. أونجخاراك |